# Trelleborg AB
Trelleborg AB je švédská globální firma, koncern pro výrobu plastů se sídlem v Trelleborgu.

## Produkce

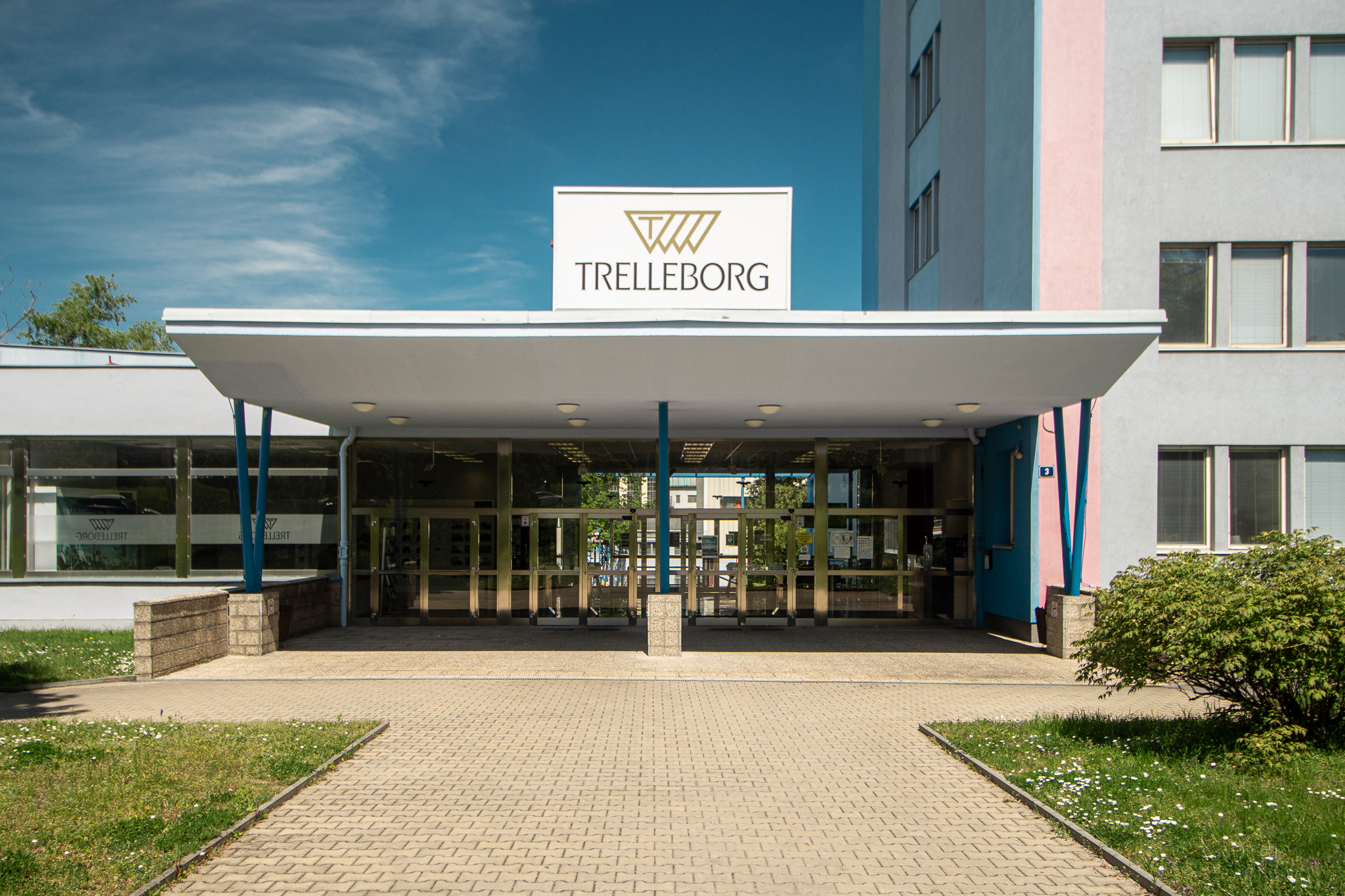
Sídlo společnosti ČGS-Trelleborg, dříve Mitas v Praze-Záběhlicích

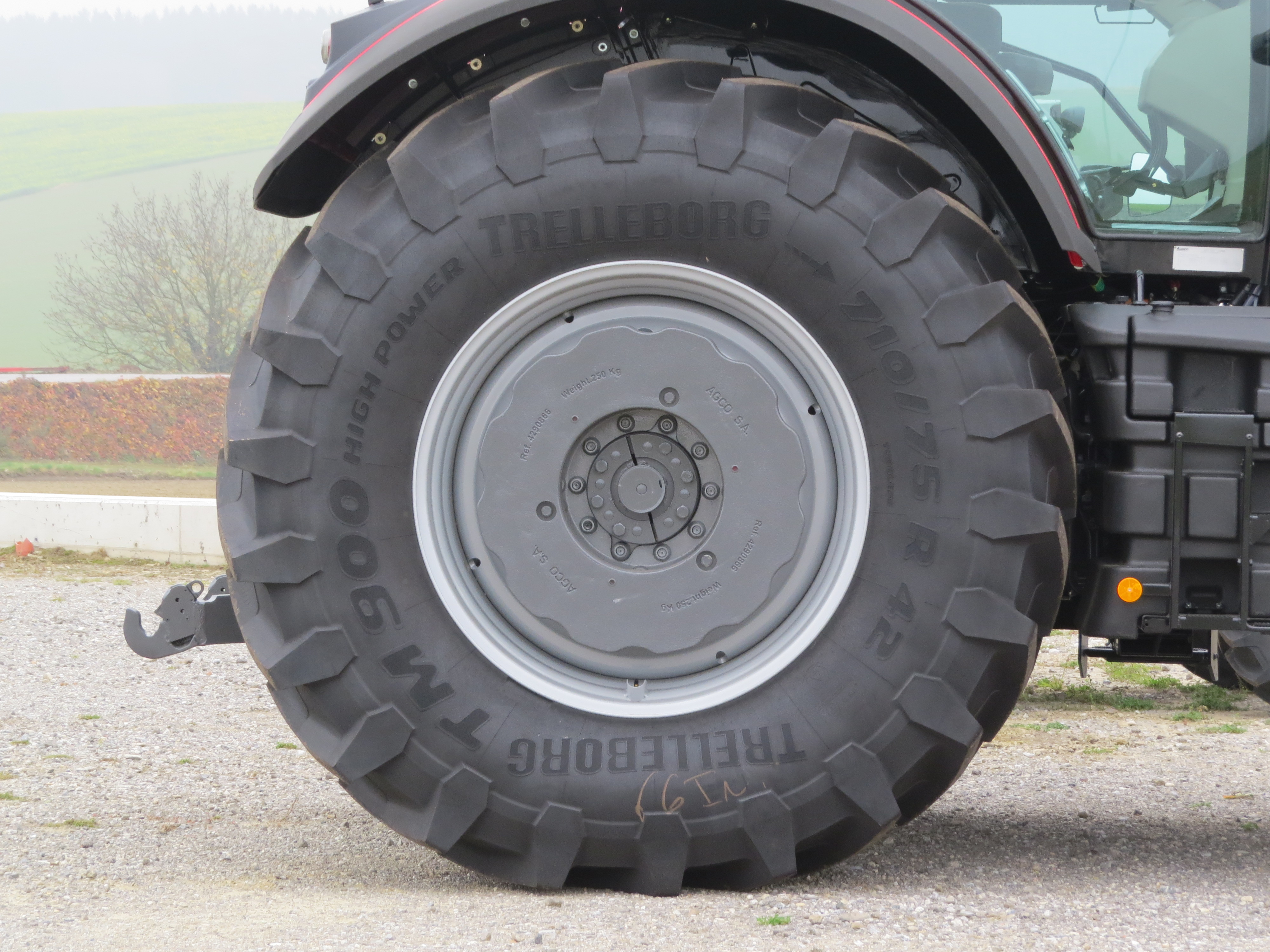
Pneumatiky Trelleborg TM 900 710/75 R 42 od Massey Ferguson 8740 S v rakouském Wilhersdorfu, Ober-Grafendorf.

Společnost s přibližně 21 230 zaměstnanci je zastoupena v 48 zemích. Mezi produkty původně gumárenské společnosti, patří tlumicí a těsnicí systémy a pneumatiky pro užitková vozidla.
V roce 2018 skupina Trelleborg Group dosáhla obratu přibližně 33,8 miliard švédských korun (kolem 3,4 miliard eur).
Akcie Trelleborg se obchodují na stockholmské burze cenných papírů od roku 1964.
Prezidentem a generálním ředitelem je Peter Nilsson, v čele dozorčí rady je Hans Biörck.

### Dceřiné společnosti Trelleborg AB v Česku
- ČGS
  - ČGS Holding
  - Trelleborg Bohemia (Rubena)
  - Trelleborg Mladá Boleslav
  - Trelleborg Sealing Solutions Czech
  - Trelleborg Wheel Systems Czech Republic (dříve Mitas)

## Obchodní oblasti a závody
Trelleborg Industrial Solutions
- Sídlo: Trelleborg, Švédsko
- Produkty: Hadicové systémy, průmyslové tlumicí systémy a některé průmyslové těsnicí systémy

Trelleborg Sealing Solutions
- Sídlo: Stuttgart, Německo
- Produkty: Těsnicí systémy pro průmysl, pro automobilový průmysl a pro použití v leteckém průmyslu

Trelleborg Wheel Systems
- Sídlo: Tivoli (Řím), Itálie
- Produkty: Pneumatiky a kola pro zemědělské a lesnické stroje a průmyslové nákladní automobily

V roce 1999 divize založila společný podnik s italskou skupinou Pirelli. Trelleborg je od roku 2001 jediným vlastníkem licenčních práv k TM profilům zemědělských pneumatik Pirelli. Společnost Pirelli pokračovala ve výrobě svých pneumatik pod profilovým názvem PHP.
V listopadu 2015 společnost Trelleborg oznámila převzetí českého výrobce pneumatik ČGS za 1,16 miliardy eur.
Spolu se čtyřmi dalšími výrobci musel Trelleborg zaplatit Evropské unii pokutu ve výši 24,5 milionů eur kvůli tajné cenové dohodě a rozdělení trhu na poli námořních hadic v letech 1986–2007 (tzv. „námořní hadicový kartel“).
V březnu 2022 Trelleborg prodal svoji obchodní jednotku Trelleborg Wheel Systems (pod kterou spadá i "český" Mitas a Rubena) japonské společnosti Yokohama Rubber.